# Chico Lopes (político)
Francisco Lopes da Silva, mais conhecido como Chico Lopes (Fortaleza, 13 de agosto de 1939) é um político brasileiro.
Vereador de Fortaleza de 1983 a 1989 pelo PMDB. Já pertencente ao PCdoB, foi deputado estadual do Ceará eleito em 1998, e novamente em 2002. Em 2006 elege-se deputado federal, sendo reeleito em 2010 e 2014. 
Em 2012 candidatou-se vice-prefeito de Inácio Arruda, mas não foi eleito.  
Nas eleições de 2018, não conseguiu ser reeleito deputado federal, obtendo cerca de 56 mil votos. 